# Papilaroskopija
Papilaroskopija predstavlja metod kriminalističke registracije i identifikacije koji se zasniva na proučavanju i upoređivanju papilarnih linija na koži prstiju, dlanova i tabana čoveka. Papilarne linije predstavljaju ispupčenja na koži u obliku brazdi koja su nastala povezivanjem velikog broja kvržica – papila, u čijem se središtu nalaze otvori kanala znojnih žlezda - pore. 

#### Bitna svojstva papilarnih linija:
- Nepromenljivost
- Individualnost
- Grupisanje (po osnovnim grupama - po Vučetićevom sistemu to su četiri grupe - lučni uzorci, leve petlje, desne petlje, kružni uzorci)
- Prenosivost (mogućnost ostavljanja tragova papilarnih linija na predmetima koji se dodiruju)

#### Podela papilaroskopije
- Daktiloskopija (identifikacija na osnovu papilarnih linija na prstima ruku)
- Heiroskopija (identifikacija na osnovu papilarnih linija dlanova)
- Pedoskopija (identifikacija na osnovu papilarnih linija tabana, odnosno stopala)

Od svih gore navedenih metoda, najpouzdaniji je metod daktiloskopije.
Da bi se mogla izvršiti identifikacija lica na osnovu papilarnih linija, neophodno je postojanje daktiloskopske zbirke koja sadrži prethodno uzete otiske prstiju određenih kategorija lica. 

#### Dve vrste daktiloskopskih zbirki:
- Dekadaktiloskopska   (otisci papilarnih linija svih deset prstiju na istom kartonu)
- Monodaktiloskopska   (svaki otisak na posebnom kartonu – fišu)

Postupak uzimanja otisaka prstiju započinje sa palcem desne ruke i završava sa malim prstom leve ruke.